# Ridderorden in Roemenië
Roemenië heeft als vorstendom onder Ottomaanse opperheerschappij, als koninkrijk, als volksrepubliek en sinds 1990 als republiek een decoratiestelsel met ridderorden gekend. In de periode van de communistische dictatuur werden de oude koninklijke orden afgeschaft en vervangen door typisch socialistische orden. Na 1990 keerden twee van de oude Roemeense orden, in aangepaste vorm, weer terug.
De verbannen koning van Roemenië, Michaël is steeds zijn ridderorden blijven verlenen.

## Ridderorde van het vorstendom
- De Orde van de Ster van Roemenië

## Ridderorde van het Koninkrijk
- De Orde van de Kroon van Roemenië
- Het Herinneringskruis voor Dames, ook "Elisabethorde" of "Elisabethkruis"
- De Orde van Carol I
- De Orde van het Kruis van Koningin Maria 1917
- De Orde van Ferdinand I
- De Orde van Michaël de Dappere
- De Orde van Sint-George
- De Orde van Verdienste
- De Orde voor Trouwe Dienst
- De Orde van het Koninklijk Huis
- De Orde "Bene Merenti"
- De Orde van Verdienste voor de Landbouw
- De Orde van Culturele Verdienste
- De Orde van Verdienste voor de Luchtvaart
- De Orde van de Burgerwacht

### De orden van de Socialistische Republiek
- De Gouden Ster van de Held van de Socialistische Republiek Roemenië
- De Orde van de Held van de Socialistische Arbeid
- De Orde van Held van de the Agrarische Revolutie
- De Orde van Moeder-Heldin
- De Orde van de Ster van de Volksrepubliek Roemenië (Ordinul "Steaua Republicii Populare Romane") 1948
- De Orde voor Defensie van het Vaderland
- De Orde van 23 Augustus
- De Orde van Tudor Vladimiresku
- De Orde van Militaire Verdienste
- De Orde voor Speciale Verdienste in de Verdediging van het Sociale en Politieke Systeem
- De Orde van de Overwinning van het Socialisme (1971)
- De Orde van de Arbeid
- De Orde van Verdienste voor de Landbouw
- De Orde van Wetenschappelijke Verdienste
- De Orde van Culturele Verdienste
- De Orde van Medische Verdienste
- De Orde van Sportieve Verdienste
- De Orde van de Glorie van het Moederschap

### De ridderorden van de Republiek Roemenië
De nieuwe, democratische, republiek herstelde een aantal orden van het koninkrijk. Een paar orden van de communistische periode bleven ook bestaan en er werden nieuwe ridderorden gesticht. In 1998 werd besloten dat er een uitgebreid decoratiestelsel zou komen.
- zes nationale orden
- vier militaire orden
- vijftien orden van verdienste
- In oorlogstijd de Orde van Michaël de Dappere

De vooroorlogse decoratie voor parlementariërs, het Ereteken van de Roemeense Adelaar, werd ook in ere hersteld. Het in wetten en regels vastleggen van al deze orden heeft een aantal jaren in beslag genomen. De vormgeving van de orden sloot in veel gevallen aan bij de vooroorlogse versierselen maar de kroon werd vervangen door een lauwerkrans.
- De Orde van de Overwinning in de Roemeense Revolutie van 1989 (Ordinul "Victoria Revoluției Române din Decembrie 1989") 1996
- De Orde van de Ster van Roemenië (Ordinul National "Steaua României") 1998
- De Orde van Michaël de Dappere (Ordinul Mihal Viteazul) 2000
- De Orde van Trouwe Dienst (Ordinul national "Serviciul Credincios") 2000
- De Orde van Verdienste (Ordinul national "Pentru Merit") 2000
- De Orde van Militaire Deugd (Ordinul "Virtutea Militara") 2000
- De Orde van Aeronautische Deugd (Ordinul "Virtutea Aeronautica") 2000
- De Orde van Maritieme Deugd (Ordinul "Virtutea Maritima") 2000
- De Orde van Verdienste voor de Landbouw (Ordinul "Meritul Agricol") 2000

De Roemeense Orde van Culturele Verdienste, "Ordinul "Meritul Cultural", heeft negen kruisen in drie klassen aan evenzovele linten. Men kan het de categorieën van de orde noemen.
- De Orde van Culturele en Literaire Verdienste (Ordinul "Meritul Cultural", cat.A (literatura)) 2000
- De Orde van Culturele en Muzikale Verdienste (Ordinul "Meritul Cultural", cat.B (muzica)) 2000
- De Orde van Culturele en Artistieke Verdienste (Ordinul "Meritul Cultural", cat.C (artele plastice)) 2000
- De Orde van Culturele Verdienste voor de Podiumkunsten (Ordinul "Meritul Cultural", cat.D (arta spectacolului)) 2000
- De Orde van Culturele Verdienste voor het Nationaal Erfgoed (Ordinul "Meritul Cultural", cat.E (patrimoniul cultural national)) 2000
- De Orde van Culturele Verdienste voor de Promotie van Cultuur (Ordinul "Meritul Cultural", cat.F (promovarea culturii)) 2000
- De Orde van Culturele en Religieuze Verdienste (Ordinul "Meritul Cultural", cat.G (cultele)) 2000
- De Orde van Culturele en Wetenschappelijke Verdienste (Ordinul "Meritul Cultural", cat.H (cercetarea științifică)) 2000
- De Orde van Culturele en Architectonische Verdienste (Ordinul "Meritul Cultural", cat.I (arhitectura)) 2000
- De Orde van Diplomatieke Verdienste (Ordinul "Meritul Diplomatic") 2004
- De Orde van Industriële en Commerciële Verdienste (Ordinul "Meritul Industrial și Comercial") 2000
- De Orde van Verdienste in het Onderwijs (Ordinul "Meritul pentru Învățământ") 2000
- De Orde van Medische Verdienste (Ordinul "Meritul Sanitar") 2000
- De Orde van Verdienste voor de Sport (Ordinul "Meritul Sportiv") 2000
- De Orde van Moed en Vertrouwen (Ordinul "Bărbăție și Credință") 2004